# Txernavka
Txernavka (en rus: Чернавка) és un poble de l'óblast de Saràtov, a Rússia, segons el cens del 2010 tenia 167 habitants. Pertany al districte municipal de Volsk.